# Dermatitis atòpica
La dermatitis atòpica (o èczema atòpic) és una malaltia dermatològica caracteritzada per lesions seques, escatoses, i molt pruriginoses. Les plaques vermelles apareixen en general entre l'edat de 3 mesos i 2 anys. Aproximadament 10% dels nens en són afectats. Els seus efectes acostumen a minvar i desaparèixer a partir dels 12 anys.

## Causes
- La dermatitis atòpica sobrevé en individus genèticament predisposats a l'atòpia i a les seves manifestacions (per exemple l'asma, la rinitis al·lèrgica, les al·lèrgies). En el 60% dels casos, un dels pares és atòpic.
- Un dels factors predominants en la gènesi de la dermatitis atòpica és la sequedat cutània.

### Etiologia detallada
Hi ha diverses hipòtesis per intentar explicar les causes de l'aparició de la dermatitis atòpica.

#### Teoria genètica
En un 50 a 70% dels pacients amb dermatitis atòpica hi ha antecedents d'atòpia personal o familiar. L'atòpia pot manifestar-se com rinitis al·lèrgica, conjuntivitis al·lèrgica, asma bronquial, urticària o com dermatitis atòpica. S'ha proposat una herència autosòmica dominant amb expressivitat variable. Se sap que si un dels pares és atòpic hi ha una probabilitat de 60% de ser atòpic i de 80% si ambdós progenitors són atòpics. No s'ha determinat un HLA específic, però s'ha vist relació amb un defecte en el cromosoma 11q13 encarregat de codificar una variant de la subunitat beta d'alta afinitat receptora en l'IgE (FcER-1-beta), a més que és probable que hi hagi una alteració genètica en les proteïnes de la membrana del monòcit atòpic el qual funciona augmentant la producció de fosfodiesterases i prostaglandina e-2, cosa que serveix per explicar part de la patogènesi en la dermatitis atòpica. En els pacients que desenvolupen malalties al·lèrgiques s'han trobat més de 20 gens relacionats, existint particular interès en el cromosoma 5q 31-33, que té per funció codificar una família de gens de citocines: IL-3 al 5, IL-13 i GM -CSF, que estan expressats pels limfòcits TH2. Encara que s'ha trobat una relació genètica amb l'DA, aquesta teoria no pot explicar l'augment exponencial en el nombre de cas en els últims 30 anys. Per tant, només explica una predisposició a patir una malaltia de la qual encara se'n desconeixen les causes reals.

#### Teoria infecciosa
Aproximadament el 90% dels pacients amb lesions intenses o en fase eczematosa presenta un augment en el nombre de colònies del bacteri S. Aureus, les toxines contribueixen a l'empitjorament del quadre clínic. Al voltant d'un 57% dels pacients presenta una reacció de tipus IgE davant aquest bacteri, la qual cosa provoca augment de la picor i empitjorament de les lesions. Així mateix, entre un 15 i 65% dels pacients presenta reacció del tipus IgE davant de P. Ovale.

#### Teoria neurovegetativa
Resposta anormal del sistema nerviós autònom, s'observa una vasoconstricció sostinguda, així com una resposta lenta a la histamina aplicada intradèrmicament que explica el dermografisme blanc.

#### Trastorns relacionats amb el gluten
En una part de pacients, l'aparició de les lesions de la dermatitis atòpica té relació amb la presència d'una malaltia celíaca o una sensibilitat al gluten no celíaca no reconegudes ni diagnosticades. Aquests pacients experimenten un considerable alleugeriment dels seus símptomes amb la retirada estricta del gluten de la dieta.

## Diagnòstic
El United Kingdom Working Party ha proposat criteris de diagnòstic precisos :
Criteri obligatori : Presència d'una dermatosi pruriginosa (malaltia de la pell que raspa) associada a 3 o més dels criteris següents:
- Antecedents personals d'èczema dels plecs de flexió i/o de les galtes
- Antecedents personals d'asma o de rinitis al·lèrgica (o antecedents familiars en els nens de menys de 4 anys).
- Antecedents de xerosi (pell seca generalitzada) en el transcurs del primer any de vida.
- Èczema dels grans plecs o èczema de les galtes, del front, de les convexitats dels membres en el nen de menys de 4 anys.
- Començament dels signes abans de l'edat de 2 anys.

## Epidemiologia
La dermatitis atòpica és ubiqua, afecta totes les races i existeix en tots els països. Segons estudis, la seva prevalença en la població general és entre el 2-5% i al voltant del 15% en nens i joves. S'han reportat xifres de fins al 20% en països com els Estats Units i la seva incidència en la població del planeta va pujant. Aquesta malaltia s'inicia abans del primer any de la vida en més del 60% dels pacients, la freqüència d'aparició baixa amb l'edat, de forma que als 12 anys just el 5% dels pacients la veuen iniciar-se. L'inici en l'edat adulta és molt poc comú.

## Evolució de la malaltia
La dermatitis atòpica és una malaltia crònica que evoluciona per empentes, amb períodes de calma on les lesions són mínimes, bé que sempre presents. Existeixen sovint factors que provoquen els influxos (que han de ser identificats i ser combatuts): al·lèrgies, calor, suor, estrès... La malaltia pot retrocedir espontàniament després d'alguns anys d'evolució.

## Tractament
És exclusivament simptomàtic i preventiu:

### Prevenció - educació del pacient
- evitar els canvis de temperatura sobtats, així com les temperatures extremes que ressequen la pell
- evitar els aires condicionats que treuen la humitat de l'ambient
- bany amb sabons sobregrassos
- evitar els sabons agressius
- utilització d'emol·lients ("hidratants") després la neteja
- evitar que les llanes entrin en contacte amb el cos, privilegiar el cotó i treure les etiquetes
- evitar àcars, florits, tabac, animals domèstics, contagis d'herpes
- res de règim alimentari en particular (excepte al·lèrgia alimentària provada)
- vacunar de manera normal el nen (paper agreujant infeccions)
- aconsellar l'alletament maternal prolongat
- evitar la diversificació alimentària precoç
- contraindicació formal de l'automedicació.

### Tractament simptomàtic
- Tractament de les infeccions de la pell (que són sovint provocades per la raspadura)
- Utilització de pomades glucocorticoides sota estricta vigilància mèdica en el moment de les crisis
- Utilització d'antihistamínics en cas de pruïja.
- En casos severs es pot utilitzar:
  - Inhibidors de la calcineurina:
    - Tacrolimús tòpic (Protopic®)
    - Pimecrolimús (Elidel®, Pimecrolimus Novartis®, Rizan®)

  - Glucocorticoides (prednisona) orals en cicles curts
- En formes molt rebels:
  - Antidepressius tricíclics
  - Fototeràpia
  - I fins i tot immunodepressors (metotrexate, azatioprina o ciclosporina)